# International Trot
International Trot, även kallat VM-loppet, är ett travlopp för varmblod som körs på Yonkers Raceway i Yonkers i New York varje år under hösten. Loppet körs över 1 1⁄4 miles (2 012 m). Sedan 2015 års upplaga är den samlade prissumman 1 miljon amerikanska dollar.

## Platser
International Trot kördes för första gången 1959 och gick då av stapeln på Roosevelt Raceway på Long Island i New York. 1988 fick dock banan ekonomiska problem, varpå loppet flyttades norrut till Yonkers Raceway i Yonkers. 1995 fick även denna bana ekonomiska problem, varpå loppet lades ned. 2015 återupptogs loppet och går sedan dess av stapeln på Yonkers Raceway.
Idéal du Gazeau är den som vunnit loppet flest gånger med sina tre segrar (1981, 1982, 1983).

## Vinnare
| År        | Häst                                              | Ålder                                             | Kusk                                              | Tränare                                           | Tid                                               | Land                                              | Tvåa                                              | Trea                                              |
| --------- | ------------------------------------------------- | ------------------------------------------------- | ------------------------------------------------- | ------------------------------------------------- | ------------------------------------------------- | ------------------------------------------------- | ------------------------------------------------- | ------------------------------------------------- |
| 2024      | Jiggy Jog                                         | 5                                                 | Dexter Dunn                                       | Åke Svanstedt                                     | 2:25.0                                            | Sverige                                           | Periculum                                         | Idéal San Léandro                                 |
| 2023      | Vivid Wise As                                     | 9                                                 | Matthieu Abrivard                                 | Alessandro Gocciadoro                             | 2:23.1                                            | Italien                                           | Jiggy Jog                                         | Bengurion Jet                                     |
| 2022      | Cokstile                                          | 9                                                 | Vincenzo Dell’Annuziata                           | Mattia Orlando                                    | 2:23.0                                            | Norge                                             | Back Of The Neck                                  | It’s Academic                                     |
| 2020–2021 | Inställt p.g.a. den pågående coronaviruspandemin. | Inställt p.g.a. den pågående coronaviruspandemin. | Inställt p.g.a. den pågående coronaviruspandemin. | Inställt p.g.a. den pågående coronaviruspandemin. | Inställt p.g.a. den pågående coronaviruspandemin. | Inställt p.g.a. den pågående coronaviruspandemin. | Inställt p.g.a. den pågående coronaviruspandemin. | Inställt p.g.a. den pågående coronaviruspandemin. |
| 2019      | Zacon Gio                                         | 4                                                 | Roberto Vecchione                                 | Holger Ehlert                                     | 2:24.1                                            | Italien                                           | Slide So Easy                                     | Marion Marauder                                   |
| 2018      | Cruzado Dela Noche                                | 6                                                 | Brian Sears                                       | Marcus Melander                                   | 2:24.3                                            | Sverige                                           | Lionel N.O.                                       | Up And Quick                                      |
| 2017      | Twister Bi                                        | 5                                                 | Christoffer Eriksson                              | Jerry Riordan                                     | 2:22.1                                            | Italien                                           | Marion Marauder                                   | Oasis Bi                                          |
| 2016      | Resolve                                           | 6                                                 | Åke Svanstedt                                     | Åke Svanstedt                                     | 2:23.4                                            | USA                                               | Oasis Bi                                          | Flanagan Memory                                   |
| 2015      | Papagayo E.                                       | 5                                                 | Ulf Ohlsson                                       | Jan K. Waaler                                     | 2:26.0                                            | Norge                                             | Timoko                                            | Creatine                                          |
| 1996–2014 | Inga lopp                                         | -                                                 | Inga lopp                                         | Inga lopp                                         | -                                                 | -                                                 | -                                                 | -                                                 |
| 1995      | His Majesty                                       | 5                                                 | Stefan Melander                                   | Catarina Lundström                                | 2:26.0                                            | Sverige                                           | S.J.'s Photo                                      | Panifesto                                         |
| 1994      | Inget lopp                                        | -                                                 | Inget lopp                                        | Inget lopp                                        | -                                                 | -                                                 | -                                                 | -                                                 |
| 1993      | Giant Force                                       | 4                                                 | John F. Patterson, Jr.                            | Per K. Eriksson                                   | 2:27.0                                            | USA                                               | Meadow Prophet                                    | Sea Cove                                          |
| 1992      | Atas Fighter L.                                   | 7                                                 | Torbjörn Jansson                                  | Torbjörn Jansson                                  | 2:31.1                                            | Sverige                                           | Night Court Dan                                   | Ursulo de Croay                                   |
| 1991      | Peace Corps                                       | 5                                                 | Stig H. Johansson                                 | Stig H. Johansson                                 | 2:28.3                                            | USA                                               | Reve d'Udon                                       | Florida Jewel                                     |
| 1990      | Reve d'Udon                                       | 7                                                 | Yves Dreux                                        | Bernard Desmontils                                | 2:28.3                                            | Frankrike                                         | No Sex Please                                     | Meadow Roland                                     |
| 1989      | Kit Lobell                                        | 4                                                 | Berndt Lindstedt                                  | Jan Johnson                                       | 2:31.1                                            | USA                                               | Indus                                             | Mack Lobell                                       |
| 1988      | Mack Lobell                                       | 4                                                 | John Campbell                                     | Charles Sylvester                                 | 2:30.4                                            | USA                                               | A.J.s Speed                                       | Go Get Lost                                       |
| 1987      | Callit                                            | 6                                                 | Karl O. Johansson                                 | Karl O. Johansson                                 | 2:33.4                                            | Sverige                                           | Potin d'Amour                                     | Tabor Lobell                                      |
| 1986      | Habib                                             | 5                                                 | Ulf Thoresen                                      | Roger Walmann                                     | 2:33.0                                            | Norge                                             | Robin's Wonder                                    | Mack the Knife                                    |
| 1985      | Lutin d'Isigny                                    | 8                                                 | Jean-Paul André                                   | Maurice G. Corniere                               | 2:31.0                                            | Frankrike                                         | Sandy Bowl                                        | Ogorek                                            |
| 1984      | Lutin d'Isigny                                    | 7                                                 | Jean-Paul André                                   | Maurice G. Corniere                               | 2:30.0                                            | Frankrike                                         | The Onion                                         | Crown Wood                                        |
| 1983      | Idéal du Gazeau                                   | 9                                                 | Eugène Lefèvre                                    | Eugène Lefèvre                                    | 2:35.2                                            | Frankrike                                         | Legolas                                           | Ianthin                                           |
| 1982      | Idéal du Gazeau                                   | 8                                                 | Eugène Lefèvre                                    | Eugène Lefèvre                                    | 2:36.0                                            | Frankrike                                         | Zebu                                              | Nino Blazing                                      |
| 1981      | Idéal du Gazeau                                   | 7                                                 | Eugène Lefèvre                                    | Eugène Lefèvre                                    | 2:32.3                                            | Frankrike                                         | Jorky                                             | Pamir Brodde                                      |
| 1980      | Classical Way                                     | 4                                                 | John F. Simpson, Jr.                              | John F. Simpson, Jr.                              | 2:35.2                                            | USA                                               | Petite Evander                                    | Ideal du Gazeau                                   |
| 1979      | Doublemint                                        | 4                                                 | Peter Haughton                                    | Billy Haughton                                    | 2:38.3                                            | USA                                               | Express Gaxe                                      | Charme Asserdal                                   |
| 1978      | Cold Comfort                                      | 4                                                 | Peter Haughton                                    | Billy Haughton                                    | 2:31.3                                            | USA                                               | Petite Evander                                    | Hadol du Vivier                                   |
| 1977      | Delfo                                             | 8                                                 | Sergio Brighenti                                  | Sergio Brighenti                                  | 2:34.3                                            | Italien                                           | Bellino II                                        | Dapper Dillon                                     |
| 1976      | Equileo                                           | 6                                                 | Bernard Froger                                    | Pierre Désiré Allaire                             | 2:33.3                                            | Frankrike                                         | Bellino II                                        | Meadow Bright                                     |
| 1975      | Savoir                                            | 7                                                 | Del Insko                                         | Mel Smorra                                        | 2:32.1                                            | USA                                               | Bellino II                                        | Surge Hanover                                     |
| 1974      | Delmonica Hanover                                 | 5                                                 | John Chapman                                      | Delvin Miller                                     | 2:34.4                                            | USA                                               | Keystone Gary                                     | Dosson                                            |
| 1973      | Delmonica Hanover                                 | 4                                                 | John Chapman                                      | Delvin Miller                                     | 2:34.2                                            | USA                                               | Spartan Hanover                                   | Une de Mai                                        |
| 1972      | Speedy Crown                                      | 4                                                 | Howard Beissinger                                 | Howard Beissinger                                 | 2:35.1                                            | USA                                               | Une de Mai                                        | Fresh Yankee                                      |
| 1971      | Une de Mai                                        | 7                                                 | Jean-René Gougeon                                 | Jean-René Gougeon                                 | 2:34.4                                            | Frankrike                                         | Fresh Yankee                                      | Dart Hanover                                      |
| 1970      | Fresh Yankee                                      | 7                                                 | Joe O'Brien                                       | Joe O'Brien                                       | 2:35.1                                            | Kanada                                            | Tidalium Plo                                      | Stylish Major                                     |
| 1969      | Une de Mai                                        | 5                                                 | Jean-René Gougeon                                 | Jean-René Gougeon                                 | 2:33.2                                            | Frankrike                                         | Nevele Pride                                      | Fresh Yankee                                      |
| 1968      | Roquépine                                         | 7                                                 | Jean-René Gougeon                                 | Jean-René Gougeon                                 | 2:38.3                                            | Frankrike                                         | Kentucky Fibber                                   | Fresh Yankee                                      |
| 1967      | Roquépine                                         | 6                                                 | Henri Levesque                                    | Henri Levesque                                    | 2:43.4                                            | Frankrike                                         | Fresh Yankee                                      | Governor Armbro                                   |
| 1966      | Armbro Flight                                     | 4                                                 | Joe O'Brien                                       | Joe O'Brien                                       | 2:38.3                                            | Kanada                                            | Roquépine                                         | Noble Victory                                     |
| 1965      | Pluvier III                                       | 6                                                 | Gunnar Nordin                                     | Gunnar Nordin                                     | 2:36.0                                            | Frankrike                                         | Steno                                             | Quioco                                            |
| 1964      | Speedy Scot                                       | 4                                                 | Ralph N. Baldwin                                  | Ralph N. Baldwin                                  | 2:32.3                                            | USA                                               | Su Mac Lad                                        | Pick Wick                                         |
| 1963      | Su Mac Lad                                        | 9                                                 | Stanley Dancer                                    | Stanley Dancer                                    | 2:32.3                                            | USA                                               | Martini II                                        | Tie Silk                                          |
| 1962      | Tie Silk                                          | 6                                                 | Keith Waples                                      | Keith Waples                                      | 2:34.1                                            | Kanada                                            | Su Mac Lad                                        | Porterhouse                                       |
| 1961      | Su Mac Lad                                        | 7                                                 | Stanley Dancer                                    | Stanley Dancer                                    | 2:34.2                                            | USA                                               | Kracovie                                          | Tie Silk                                          |
| 1960      | Hairos II                                         | 9                                                 | Willem Geersen                                    | Willem Geersen                                    | 2:34.0                                            | Nederländerna                                     | Crevalcore                                        | Silver Song                                       |
| 1959      | Jamin                                             | 6                                                 | Jean Riaud                                        | Jean Riaud                                        | 3:08.3                                            | Frankrike                                         | Tornese                                           | Trader Horn                                       |